# هارون بن محمد بن إسحاق الهاشمي
أبو موسى هارون بن محمد بن إسحاق بن موسى بن عيسى الهاشمي (توفي 901)، والي عباسي في مكة، والمدينة المنورة والطائف، وكان مشرفا على الحج.

## حياته
كان هارون من نسل عيسى بن موسى ابن أخ أول خليفتين عباسيين السفاح والمنصور. في عام 878، وفي عهد ابن عمه الخامس المعتمد (حكم 870-892)، تم تعيين هارون أميرا للحج؛ وقد شغل هذا المنصب حتى عام 892 أو 893. وبعد ذلك تم تعيينه أيضا واليا لمكة. كما تم منحه سلطة قضائية على المدينة المنورة والطائف.